# ويكيبيديا النيبالية
ويكيبيديا النيبالية (النيبالية:नेपाली विकिपीडिया) هي النسخة النيبالية من موسوعة ويكيبيديا.

## الإحصائيات
| عدد المستخدمين المسجلين | عدد المستخدمين النشيطين | عدد المقالات | صفحات المحتوى | عدد التعديلات | عدد الملفات المرفوعة | عدد الإداريين |
| ----------------------- | ----------------------- | ------------ | ------------- | ------------- | -------------------- | ------------- |
| 70٬859                  | 102                     | 29٬904       | 110٬894       | 1٬274٬805     | 1٬429                | 5             |

## القراءة
| \| قراءة ويكيبيديا النيبالية (فبراير 2016)[2] \| قراءة ويكيبيديا النيبالية (فبراير 2016)[2] \| قراءة ويكيبيديا النيبالية (فبراير 2016)[2] \| قراءة ويكيبيديا النيبالية (فبراير 2016)[2] \| قراءة ويكيبيديا النيبالية (فبراير 2016)[2] \| \| ------------------------------------------ \| ------------------------------------------ \| ------------------------------------------ \| ------------------------------------------ \| ------------------------------------------ \| \| البلد \| البلد \| \| النسبة المؤوية \| النسبة المؤوية \| \| نيبال \| نيبال \| \| 66.7% \| 66.7% \| \| الولايات المتحدة \| الولايات المتحدة \| \| 22.2% \| 22.2% \| \| الهند \| الهند \| \| 11.1% \| 11.1% \| |                  |  |                |                |
| قراءة ويكيبيديا النيبالية (فبراير 2016) |                  |  |                |                |
| البلد | البلد            |  | النسبة المؤوية | النسبة المؤوية |
| نيبال | نيبال            |  | 66.7%          | 66.7%          |
| الولايات المتحدة | الولايات المتحدة |  | 22.2%          | 22.2%          |
| الهند | الهند            |  | 11.1%          | 11.1%          |